# Майк Піллігрімс
Майк Піллігрімс (фр. Mike Pellegrims; 1 квітня 1968, м. Антверпен, Бельгія) — бельгійський хокеїст, захисник.

## Життєпис
Майк Піллігрімс розпочав кар'єру гравця в клубі «Олімпія Гейст-оп-ден-Берг», що представляє передмістя Антверпена Гейст-оп-ден-Берг. Шість сезонів провів у нідерландському клубі «Ітерс Гелен», що виступає у хокейній Ередивізі. Два сезони відіграв за французький клуб «Брест Альбатрос». 
У 1996 році перейшов до німецького клубу «Адлер Мангейм» і в перший же сезон у Німецький хокейній лізі став чемпіоном Німеччини. У наступних сезонах 1998 та 1999 ще двічі став чемпіоном Німеччини.
Після трьох чемпіонських сезонів у «Адлер Мангейм», Майк переходить на два сезони до столичного клубу «Берлін Кепіталс».
У 2001 році перейшов до «Дюссельдорфу», де виступав до 2006 року. За цей час захисник тричі потрапляв до Матчу Усіх зірок Німецької хокейної ліги та у 2006 році став володарем Кубку Німеччини.
У 2006/09 роках виступав за клуб другої Бундесліги «Кассель Хаскіс», а завершив кар'єру гравця у австрійському «Клагенфурті» (АХЛ).
У сезоні 2009/10 Піллігрімс стає головним тренером свого колишнього клубу «Ітерс Гелен», який під його керівництвом виграє Кубок Нідерландів. Згодом, стає помічником канадця Марка Педерсена головного тренера збірної Сербії на чемпіонаті світу 2010 року.
З сезону 2010/11 Майк працює помічником головного тренера Павла Гросса у клубі Грізлі Адамс Вольфсбург.

## Кар'єра (збірна)
У складі національної збірної виступав на чемпіонатах світу 1989, 1990, 1992, 1993, 2002, 2003 та 2004 років. Усього у збірній провів 35 матчів, закинув 14 шайб. 

## Нагороди та досягнення

### Клубні
- Чемпіон Бельгії 1986, 1987 у складі «Олімпія Гейст-оп-ден-Берг»
- Чемпіон Нідерландів 1991 у складі ХК «Утрехт»
- Володар Кубка Нідерландів 1993 у складі «Ітерс Гелен»
- Чемпіон Франції 1996 у складі «Брест Альбатрос»
- Чемпіон Німеччини 1997, 1998 та 1999 у складі «Адлер Мангейм»
- Матч усіх зірок Німецької хокейної ліги 2002, 2004, 2005 та 2009
- Володар Кубка Німеччини 2006 у складі Дюссельдорф
- Чемпіон Австрії 2009 у складі Клагенфурт
- Володар  Кубка Нідерландів 2010 у складі «Ітерс Гелен» (головний тренер)

### Збірна
- 1989 Найкращий захисник чемпіонату світу (група D)
- 1990 Найкращий захисник чемпіонату світу (група С)
- 1992 Найкращий захисник чемпіонату світу (група С)
- 2002 Найкращий захисник чемпіонату світу (дивізіон II група А)
- 2003 Найкращий бомбардир чемпіонату світу (дивізіон II група В)